# Hosszúszeghuta
Hosszúszeghuta (németül: Glashütten bei Langeck im Burgenland) Léka településrésze  Ausztriában Burgenland tartományban a Felsőpulyai járásban.

## Fekvése
A kőszegi határátkelőtől 11 km-re délnyugatra Kőszegi-hegység nyugati részén fekszik.

## Története
Vályi András szerint "GLÁZHÜTTEN. Két német kisded faluk Vas Vármegyében, egyiknek földes Ura H. Eszterházy Uraság, másiknak pedig G. Batthyáni Uraság, lakosaik katolikusok, fekszenek Szalonakhoz mintegy két órányira. Határjok soványosak, fájok bőven van. " 
Fényes Elek szerint "Glashütten, német falu, Vas vmegyében, Lékához közel, 201 kath. lak. hegyes és sovány határral. F. u. h. Eszterházy. Ut. p. Kőszeg."
1910-ben 292, túlnyomórészt német lakosa volt. A trianoni békeszerződésig Vas vármegye Kőszegi járásához tartozott.

## Nevezetességei
Itt rendezik a Langecki húsvéti tüzet